# Targhe d'immatricolazione della Francia

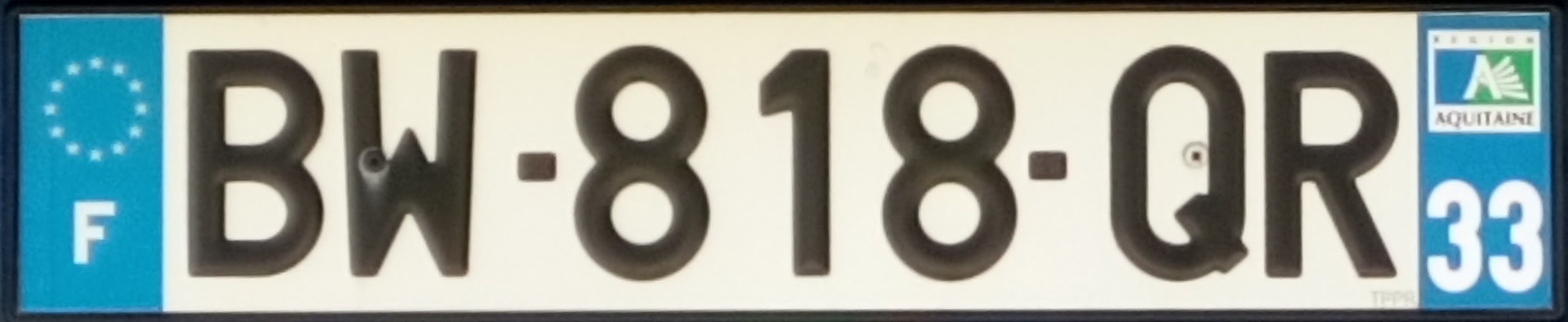
Targa standard; il numero 33 corrisponde al dipartimento della Gironda, nell'ex regione Aquitania (simbolo in alto a destra)

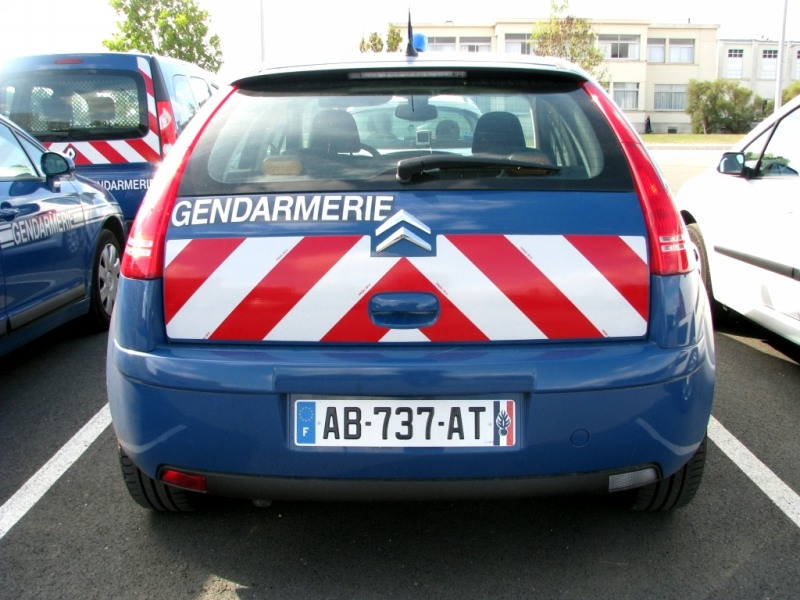
Targa posteriore apposta su una Citroën C4 della Gendarmeria nazionale

Le targhe d'immatricolazione della Francia, in plastica o metallo a discrezione del produttore, sono destinate ai veicoli immatricolati in Francia.

## Il sistema di numerazione SIV (Système d'immatriculation des véhicules)

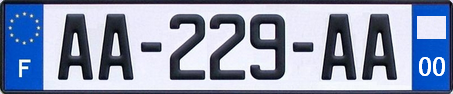
Modello di targa con sistema di numerazione in vigore dal 15 aprile 2009

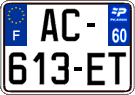
Targa su doppia linea di un autoveicolo immatricolato nel dipartimento Oise (60), nell'ex regione Piccardia (logo in alto a destra)

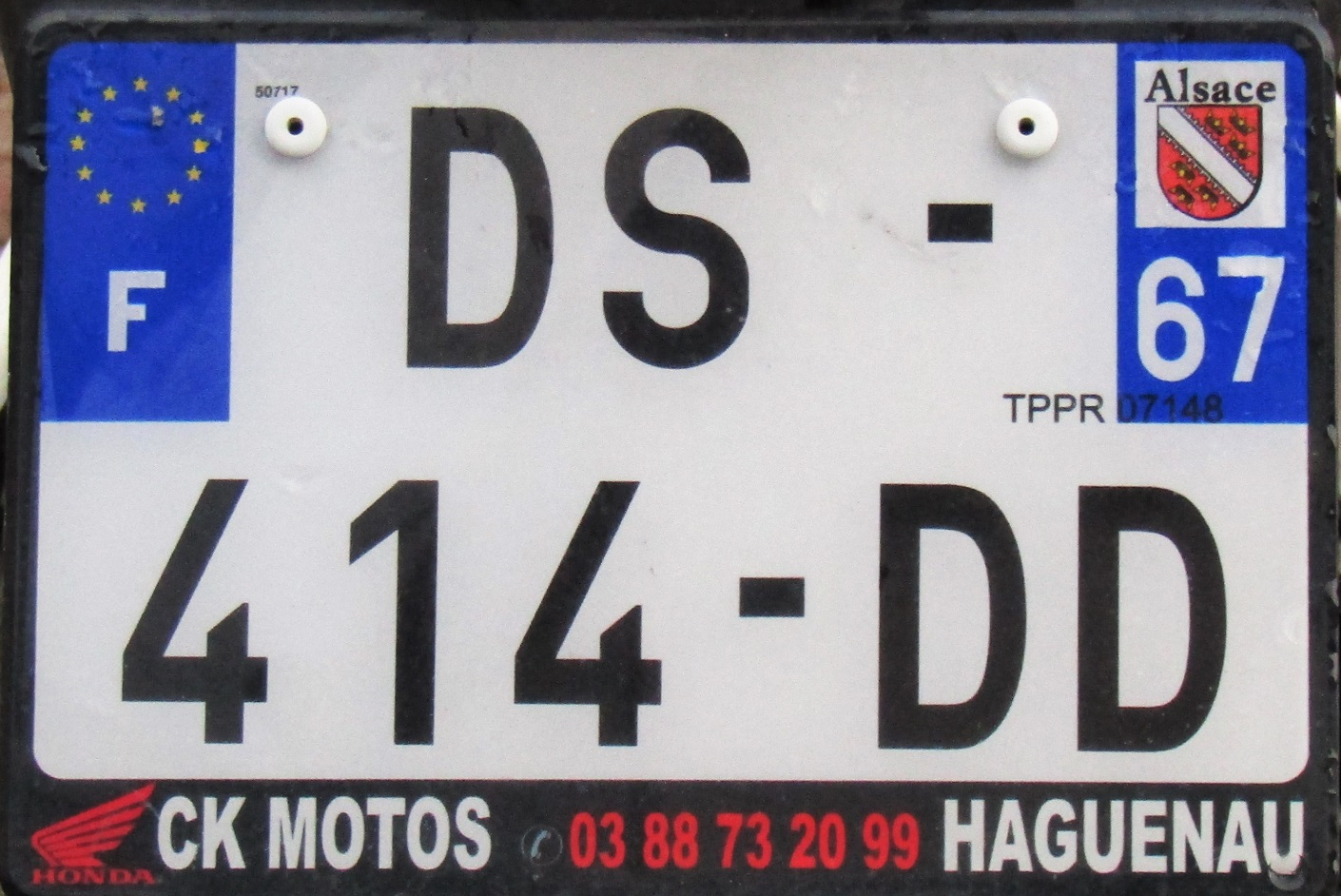
Targa di un motociclo del dipartimento Basso Reno (67)

Le targhe francesi su un'unica linea misurano 520 × 110 mm, quelle su due righe 275 o 300 × 200 mm, quelle dei motocicli 170 o 210 × 130 mm. 
Dal 15 aprile 2009 il sistema di numerazione è del tipo AA-000-AA, assegnato a livello centrale e univoco per tutto lo Stato, anche se la stampa può avvenire anche presso tabaccherie od officine meccaniche autorizzate. 
A sinistra è presente dal 1º luglio 2004 la banda blu UE con le dodici stelle, gialle e posizionate in cerchio, che sormontano la sigla automobilistica internazionale F di colore bianco, nella banda blu a destra si trovano invece il numero del dipartimento (in basso) e lo stemma della regione (in alto).
I caratteri in uso sono sans serif; come nella maggior parte dei Paesi europei, sono neri su fondo bianco riflettente. Cifre e lettere delle targhe standard sono disposte su un'unica riga, mentre le targhe dei motocicli e quelle posteriori di alcuni autoveicoli hanno i caratteri scritti su due righe. 
Sia le lettere che le cifre seguono un ordine seriale, per cui si incrementa il numero di tre cifre da 001 a 999 e, raggiunto questo numero, viene avanzata di un'entità la combinazione di quattro lettere che si legge sulla targa ignorando le cifre; ad ogni cambiamento di una lettera le cifre ricominciano da 001, per cui non esiste il numero 000 (previsto invece in Italia). In tal modo:
- la combinazione AB-999-AY è seguita da AB-001-AZ
- la combinazione AB-999-AZ è seguita da AB-001-BA
- la combinazione AB-999-ZZ è seguita da AC-001-AA
- la combinazione AZ-999-ZZ è seguita da BA-001-AA.

La prima targa di questo tipo è stata assegnata a una Mazda 6 station wagon immatricolata nel dipartimento francese di Yvelines.
Sono escluse le lettere I, O e U, in quanto troppo simili ai caratteri 1, 0 e V rispettivamente, oltre alla combinazione SS. È invece prevista anche la presenza della lettera Q, che nelle targhe italiane è esclusa insieme alle tre lettere sopra citate. Inoltre due trattini separano le cifre alfanumeriche.
Nella banda blu a destra è indicato in basso il numero del dipartimento di due cifre (es. 73=Savoia), ad eccezione di Corsica del Sud (2A), Alta Corsica (2B), Guadalupa (971), Martinica (972), Guyana francese (973), La Riunione (974) e Mayotte (976). Nei casi dei numeri a tre cifre dei DROM, per motivi di spazio, le cifre "9" e "7" sono spesso allineate verticalmente. In alto si trova il logo della regione in cui è situato il dipartimento stesso o, nei casi di territori più indipendentisti (come la Bretagna), la bandiera regionale. A differenza dell'Italia, l'indicazione del dipartimento è obbligatoria. Non è però legata al luogo di residenza, ma scelta liberamente dal proprietario del veicolo (già nel vecchio sistema l'immatricolazione era vincolata al domicilio autodichiarato all'atto dell'immatricolazione e non alla residenza). Secondo alcuni sondaggi, molti francesi stanno sfruttando tale possibilità per indicare il dipartimento di origine anziché quello di residenza. È possibile inoltre personalizzare una targa inserendo il codice di una collettività o dell'unico territorio d'oltremare (le Terre australi e antartiche francesi) nonostante essi, in quanto dipendenze e non regioni d'oltremare, adottino tuttora sistemi diversi dal SIV per le proprie targhe.
Nelle targhe attuali è indicato anche, in piccolo, un numero che serve per indicare il rivenditore autorizzato che ha provveduto alla stampa: infatti in Francia le targhe d'immatricolazione vengono stampate da agenzie, concessionarie, tabaccherie, ecc., mentre lo Stato fornisce solo il libretto di circolazione (certificat d'immatriculation), che deve essere cambiato alla quarta variazione di indirizzo del proprietario.
Le targhe con il formato precedente e la vecchia numerazione hanno continuato a essere emesse fino al 14 ottobre 2009 per i veicoli usati; ciò per motivi legati all'aggiornamento del sistema di reimmatricolazione, infatti a partire dalla suddetta data ogni veicolo che subisce un aggiornamento della carta di circolazione viene reimmatricolato secondo i nuovi criteri. È ancora possibile chiedere spontaneamente il passaggio al nuovo sistema ma finora nessun obbligo è previsto per gli altri casi, anche se un decreto emanato il 9 febbraio 2009 prevedeva che l'immatricolazione dell'intero parco veicoli circolante avvenisse entro il 31 dicembre 2020. 
Contestualmente al nuovo sistema sono state introdotte anche nuove carte di circolazione e nuove regole per ottenerle.
Dopo cinque anni di rinvii (il sistema sarebbe dovuto entrare in vigore già il 1º gennaio 2004), tale meccanismo entrò definitivamente in vigore il 15 aprile 2009. Fu duramente osteggiato dai francesi, i quali disapprovavano l'idea di non risalire più al dipartimento d'origine dalla targa, mentre era fortemente caldeggiato dalle amministrazioni che dalla data sopra indicata hanno ridotto drasticamente il loro lavoro. Tuttavia, nello stesso anno in cui venne introdotto, si erano riscontrate notevoli difficoltà operative: disconnessioni frequenti, impossibilità per concessionari e altri professionisti di connettersi al sito, con la conseguente impossibilità di immatricolare i veicoli. Ciò aveva causato una generale insoddisfazione degli impiegati delle prefetture e degli utenti prima che il sistema si stabilizzasse gradualmente. 
Il cambiamento era tuttavia ormai necessario, in quanto l'esaurimento delle combinazioni possibili con il sistema precedente sarebbe avvenuto presto (il 14 aprile 2009 a Parigi si era giunti a 68 RNM 75, con la previsione di arrivare a 999 ZZZ 75 verso la fine del 2025). Tra l'altro una normativa dell'Unione europea vieta ai Paesi membri di emettere targhe con più di otto caratteri (seppure la Francia emettesse targhe temporanee, valide solo nel territorio nazionale, con nove caratteri) e raccomanda l'impiego di un massimo di sette cifre (mentre la Francia ne utilizzava otto).
Questo sistema si è prefisso tre obiettivi principali: semplificare le procedure burocratiche a carico degli automobilisti, alleggerire i compiti del personale degli uffici amministrativi e combattere l'inosservanza del codice della strada migliorando l'efficacia dei controlli delle forze dell'ordine.

### Targhe provvisorie

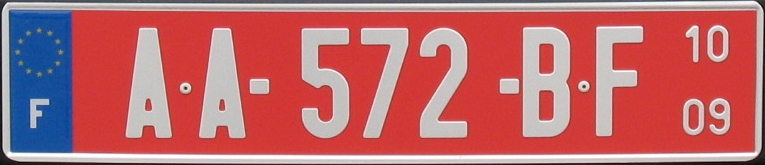
Targa temporanea per importazione o esportazione di veicoli

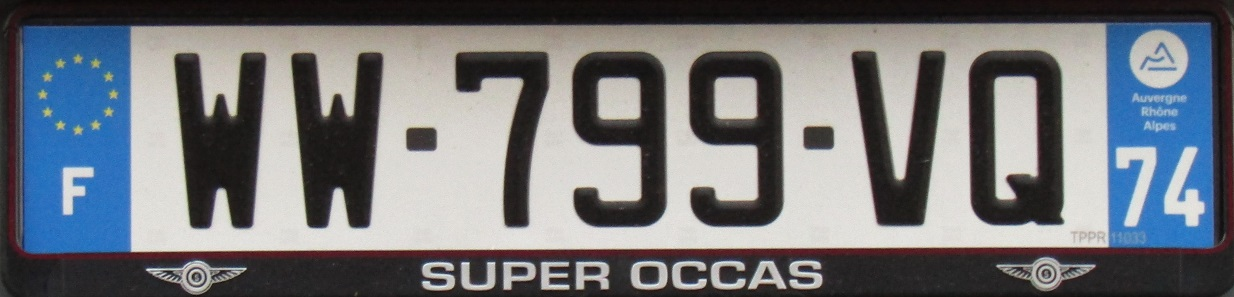
Targa provvisoria della serie WW per periodi brevi

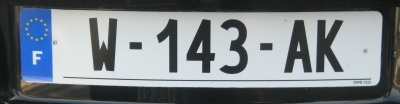
Targa d'immatricolazione della "serie garage"

Le targhe provvisorie per l'esportazione o importazione di veicoli hanno caratteri argento su fondo rosso; seguono la stessa serie alfanumerica delle targhe standard, costituita da tre cifre e due lettere, ma al posto della banda blu a destra sono scritte, allineate in verticale e di dimensioni ridotte, le ultime due cifre del mese e dell'anno di scadenza della validità, rispettivamente in alto e in basso.
Le targhe temporanee per brevi periodi (la validità è di due settimane rinnovabili per altre due) possono essere sprovviste della banda blu a destra e si suddividono in due serie. 
Quella con le lettere WW è destinata ai concessionari per le immatricolazioni temporanee di veicoli da collaudare o in circolazione di prova. Di solito si assegna a veicoli oggetto di importazione o esportazione nel territorio della Repubblica Francese e destinati a essere reimmatricolati nella serie normale, ma privi di certificato di conformità europea (o perché si necessita di un duplicato o perché veicoli non conformi alle norme UE e quindi da collaudare). Il nulla osta della casa costruttrice che certifica la richiesta del certificato, o l'eventuale richiesta di revisione, costituiscono il requisito necessario per avere accesso alla serie WW. La sua validità internazionale è soggetta ad accordi con Stati esteri.
Vi è poi la cosiddetta "serie garage" con la lettera W, che è rilasciata solamente a proprietari di autofficine, venditori, trasportatori, carrozzieri, importatori e produttori. Corrisponde a una targa prova che però può essere applicata successivamente a veicoli diversi, in quanto il numero viene assegnato al garage e non all'automezzo. Tuttavia, poiché per legge in Francia le targhe devono essere fissate tramite rivetti, spesso e volentieri vengono ristampate per essere apposte su un altro veicolo. In ogni caso le auto con targhe di questa serie non possono circolare al di fuori del territorio nazionale francese.

### Veicoli storici

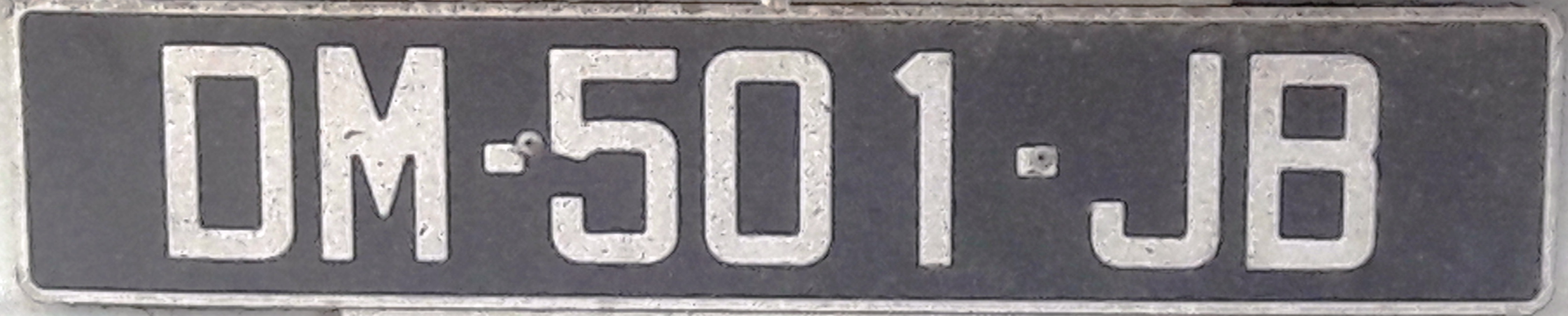
Targa di un veicolo storico, con sistema attuale e formato pre-1993

Ai proprietari di veicoli storici (cioè immatricolati da almeno trent'anni) è possibile richiedere il sistema di numerazione in corso su targhe nere con caratteri argento come nel formato precedente al 1993. La combinazione corrisponde alla serie normale, ma mancano le bande blu su ambo i lati.

## Vigili del fuoco di Parigi e altri veicoli speciali

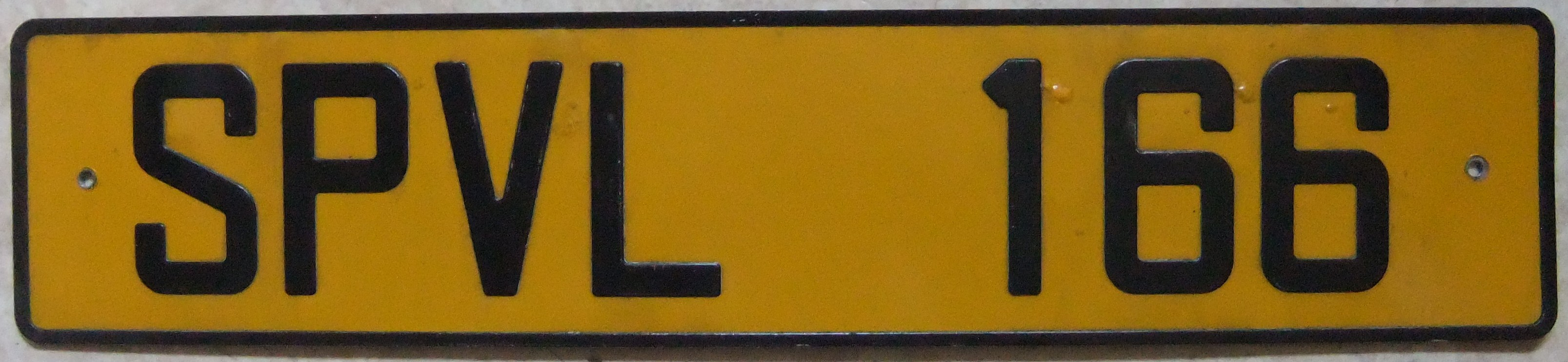
Targa posteriore di un veicolo leggero di collegamento dei Sapeurs-Pompiers di Parigi

Fin dal 1950 gli autoveicoli in dotazione ai Vigili del fuoco di Parigi hanno targhe prive del numero dipartimentale e utilizzano una combinazione composta da un numero variabile di lettere che identifica il tipo specifico di veicolo (vd. la tabella sotto riportata) e da un massimo di tre cifre progressive. Sebbene circa il 4% del parco mezzi sia stato immatricolato con le nuove targhe SIV, alla maggior parte viene tuttora assegnata una serie speciale con banda blu UE opzionale e fondo bianco (nelle targhe posteriori è frequente anche giallo) riflettente. 
Dal 2012 gli autobus navetta che collegano Mont-Saint-Michel con la terraferma hanno targhe con l'eurobanda e le lettere fisse VTMSM (Veolia Transport Mont St. Michael) anteposte alla numerazione a tre cifre. 
Gli automezzi di supporto del Tunnel della Manica recano targhe britanniche o francesi; per queste ultime è riservata la combinazione TSV (Tunnel Support Vehicle) seguita da quattro cifre e dalle lettere CAT.
| Codice | Classificazione del veicolo | Codice    | Classificazione del veicolo                                                                                         |
| ------ | --- | --------- | --- |
| AR     | Ambulance de réanimation | BEA       | Bras élévateur articulé                                                                                             |
| BEM    | Berce émulseur (Automezzo con liquido schiumogeno)                                                                                       | BPB       | Berce porte barge (Automezzo "portaculla")                                                                          |
| BUMD   | Berce unité mobile de décontamination | CA        | Camion accessoire                                                                                                   |
| CB     | Camion benne (Autocarro con cassone ribaltabile)                                                                                         | CBL       | Camion benne léger (Autocarro leggero con cassone ribaltabile)                                                      |
| CCR    | Camion citerne rural | CD        | Camion dévidoir (Autocarro con avvolgitubo)                                                                         |
| CECO   | Camion auto-école (Autocarro per scuola guida)                                                                                           | CESD      | Camion etaiement sauvetage déblaiement (Autocarro di supporto, salvataggio e sgombero)                              |
| CG     | Camion grue | CHEL      | Chariot élévateur (Carrello elevatore)                                                                              |
| CIR    | Cellule d'intervention radiologique (Unità d'intervento radiologico)                                                                     | CRAC      | Camionnette réserve d'air comprimé                                                                                  |
| CRH    | Communication relations humaines (Ufficio mobile comunicazioni e relazioni umane)                                                        | CSP       | Camionnette soutien plongée (Furgone di supporto per le immersioni)                                                 |
| DEP    | Véhicule de dépannage (Veicolo di recupero)                                                                                              | ECO       | Véhicule d'auto-école (Veicolo per scuola guida)                                                                    |
| ECOL   | Véhicule léger d'auto-école (Veicolo leggero per scuola guida)                                                                           | EPA       | Échelle pivotante automatique (Autocarro con scala girevole automatica)                                             |
| EPAN   | Échelle pivotante automatique avec panier (Autocarro con scala girevole automatica e cestello)                                           | EPSA, ESA | Échelle pivotante semi-automatique                                                                                  |
| ESAV   | Échelle de sauvetage (Autocarro con scala di salvataggio)                                                                                | FA        | Fourgon d'appui (Furgone di supporto)                                                                               |
| FM     | Fourgon mousse (Furgone sparaschiuma) | FPT       | Fourgon pompe tonne (Furgone con pompa antincendio ad alta capacità)                                                |
| GER    | Générator remorquable | GRIMP     | Groupe de recerche et d'intervention en milieux périlleux (Gruppo di ricerca e d'intervento in ambienti pericolosi) |
| MPER   | Moto pompe d'épuisement remorquable (Motopompa di scarico trainabile)                                                                    | MPR       | Moto pompe remorquable                                                                                              |
| PC     | Poste de commandement (Posto mobile di comando)                                                                                          | PEMP      | Plateforme élévatrice mobile pour personnes                                                                         |
| PEV    | Pompe d'éclairage et ventilation (Automezzo con pompa per illuminazione e ventilazione)                                                  | PRM       | Producteur mousse (Automezzo produttore di schiuma)                                                                 |
| PS     | Premiers secours | REB       | Remorque benne (Rimorchio con cassone ribaltabile)                                                                  |
| RPE    | Remorque porte-engins (Rimorchio per il trasporto di macchine)                                                                           | RPOU      | Remorque réservoir de poudre (Rimorchio cisterna con polvere estinguente)                                           |
| RSMG   | Remorque à structure modulaire Gonflable                                                                                                 | RTRA      | Remorque transporteuse (Rimorchio da trasporto)                                                                     |
| SIS    | Spécialiste intervention subaquatique (Furgone specializzato in interventi subacquei)                                                    | SP        | Sapieurs-Pompiers (Veicolo dei pompieri)                                                                            |
| SPCR   | Sapieurs-Pompiers compresseur remorquable (Veicolo dei pompieri con compressore trainabile)                                              | SPF       | Sapieurs-Pompiers - fourgon                                                                                         |
| SPM    | Sapieurs-Pompiers - moto | SPP       | Sapieurs-Pompiers - parade (Veicolo dei pompieri da parata)                                                         |
| SPR    | Sapieurs-Pompiers - remorque | SPT, SPTT | Sapieurs-Pompiers - tracteur Transporteur (Trattore dei pompieri adibito al trasporto di attrezzature pesanti)      |
| SPVL   | Sapieurs-Pompiers - véhicule léger de liaison (Pompieri - Veicolo leggero di collegamento)                                               | TRAC      | Tracteur |
| VAS    | Véhicule d'assistance | VATI      | Véhicule avec assistance téléphonique et informatique (Veicolo con supporto telefonico e informatico)               |
| VEC    | Véhicule équipe cynotechnique (Veicolo di unità cinofila)                                                                                | VID       | Véhicule d'intervention diverses (Veicolo impiegato in diverse tipologie di interventi)                             |
| VIVP   | Véhicule d'intervention sur le voie publique (Veicolo d'intervento sulle strade pubbliche)                                               | VPB       | Véhicule porte-berce (Veicolo "portaculla")                                                                         |
| VPI    | Véhicule de premier intervention | VPS       | Véhicule de premier secours                                                                                         |
| VRCH   | Véhicule risque chimique (Veicolo impiegato nella ricerca di rischi causati da sostanze chimiche)                                        | VRCP      | Vehicule de récupération de les conditions du personnel (Veicolo di recupero delle condizioni del personale)        |
| VRM    | Véhicule radio médicalisé | VSAV      | Véhicule de secours et d'assistance aux victimes                                                                    |
| VSC    | Véhicule de soutien de l'équipe de chiens de recherche et de sauvetage (Veicolo di supporto della squadra di cani da ricerca e soccorso) | VSI       | Véhicule de sécurité incendie (Veicolo di sicurezza dagli incendi)                                                  |

## Ciclomotori

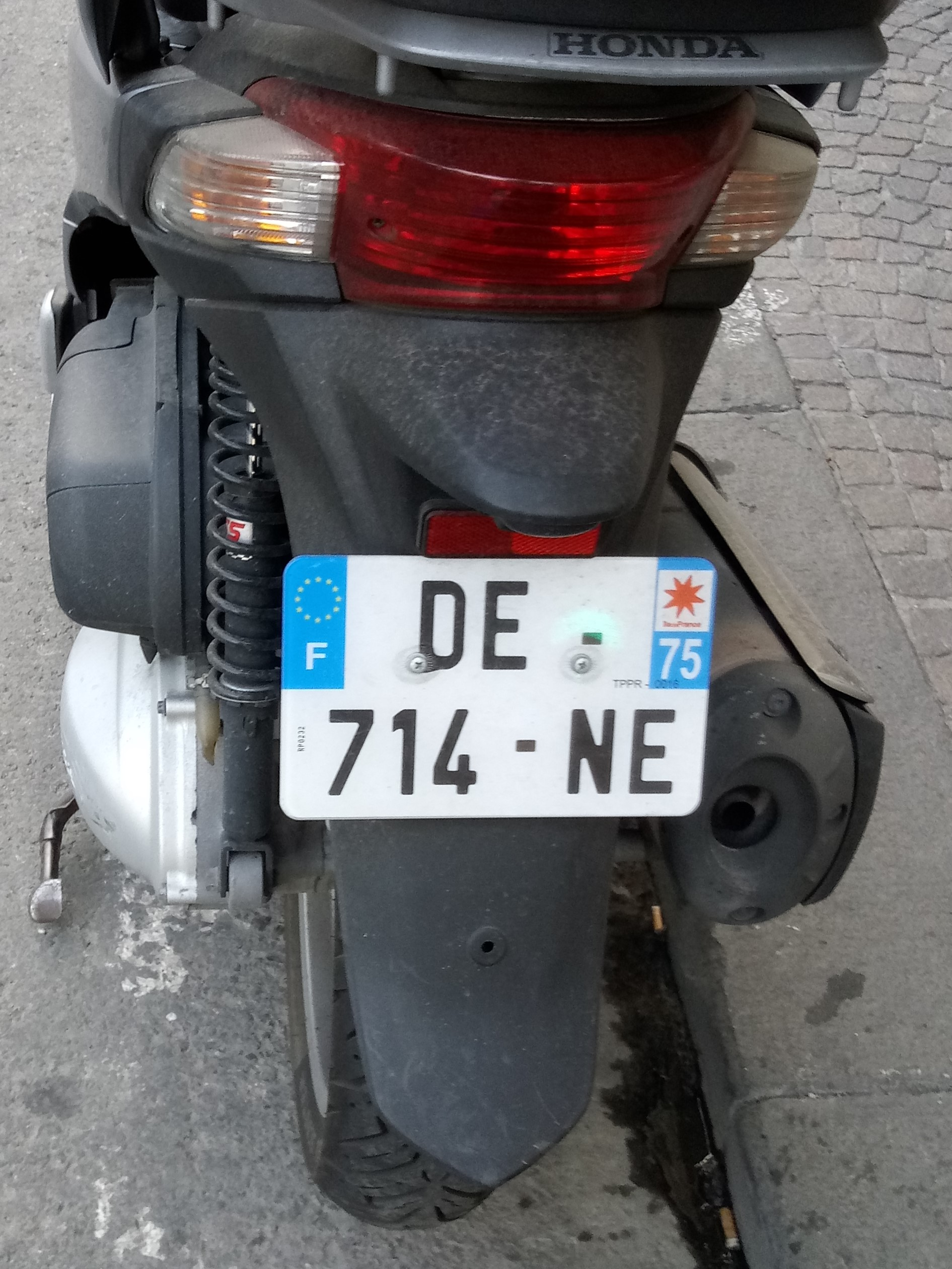
Esempio di formato per ciclomotori in uso dal 1º luglio 2015

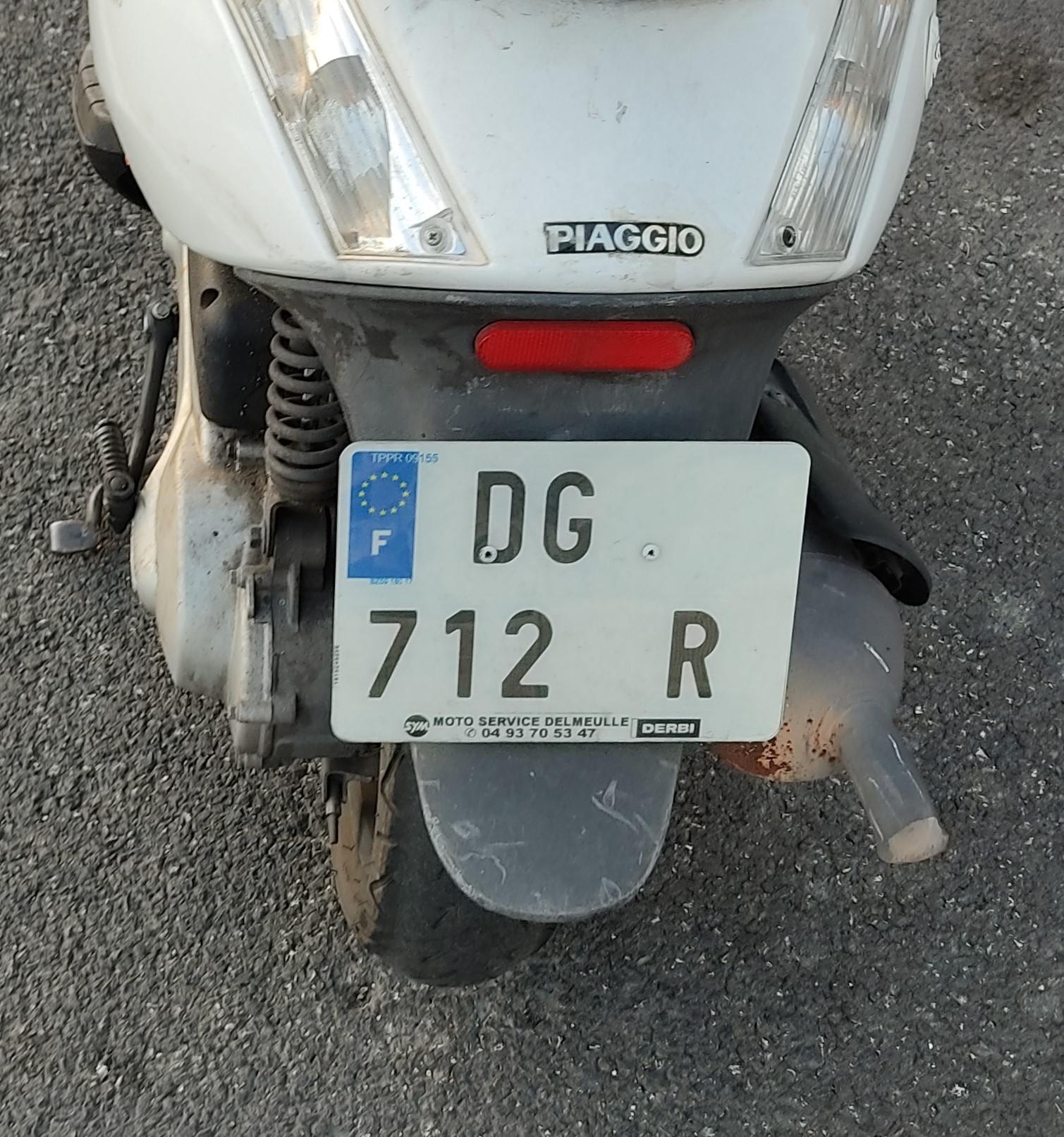
Targa pre-SIV di uno scooter ≤ 50 cm³, immatricolato tra luglio 2004 e il 30/06/2015

I ciclomotori francesi non avevano alcun contrassegno fino al 1º luglio 2004, quando fu introdotta una targa anche per questa categoria di veicoli, del tipo A(A) 12(3) A senza trattini e con la sola banda blu UE in alto a sinistra. La numerazione seriale, a partire da A 11 A fino a ZZ 999 Z, valeva obbligatoriamente per tutti i ciclomotori di nuova immatricolazione e per ogni passaggio di proprietà. La legge che decise il nuovo formato delle targhe di tutti i veicoli circolanti in Francia aveva anche posto delle scadenze per l'immatricolazione dei motorini in circolazione. Essi erano stati divisi in due gruppi in base alla data d'acquisto: prima del 1º luglio 2004 e dopo. Se erano stati acquistati successivamente alla data sopra specificata, c'era tempo fino al 31 dicembre 2010 per provvedere all'immatricolazione, dopodiché non era più possibile per i proprietari di ciclomotori circolare senza targa sulle strade aperte al pubblico transito. 
Dal 1º luglio 2015 le targhe dei veicoli a due o a tre ruote con cilindrata uguale o inferiore a 50 cm³ sono state uniformate alla serie standard del SIV e il vecchio formato riservato ai ciclomotori non è più stato prodotto.

## Targhe e codici speciali

### Targhe diplomatiche

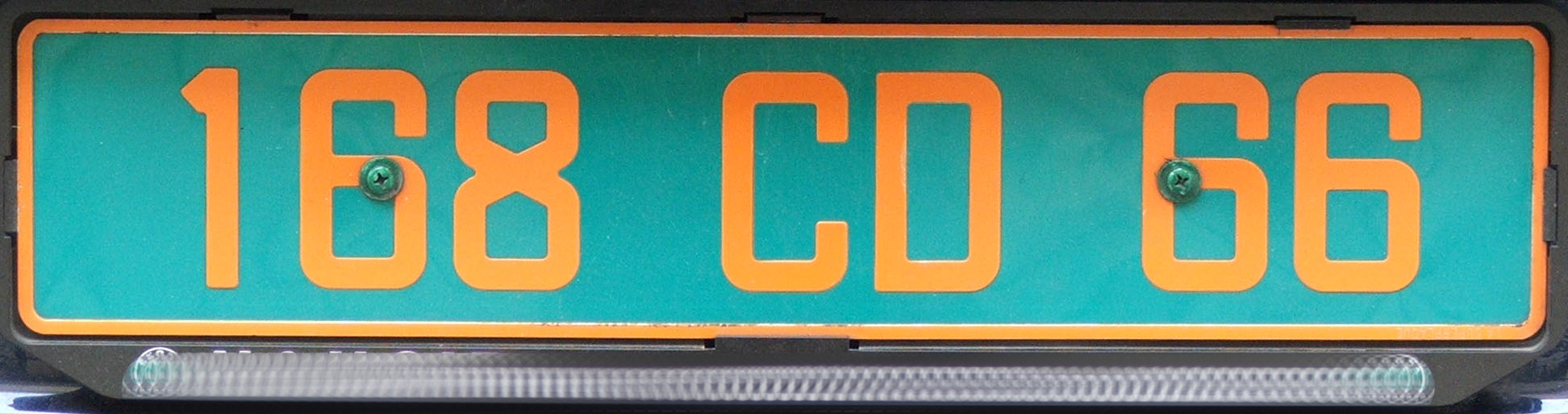
Targa di un veicolo del Corpo diplomatico della Repubblica Ceca (168)

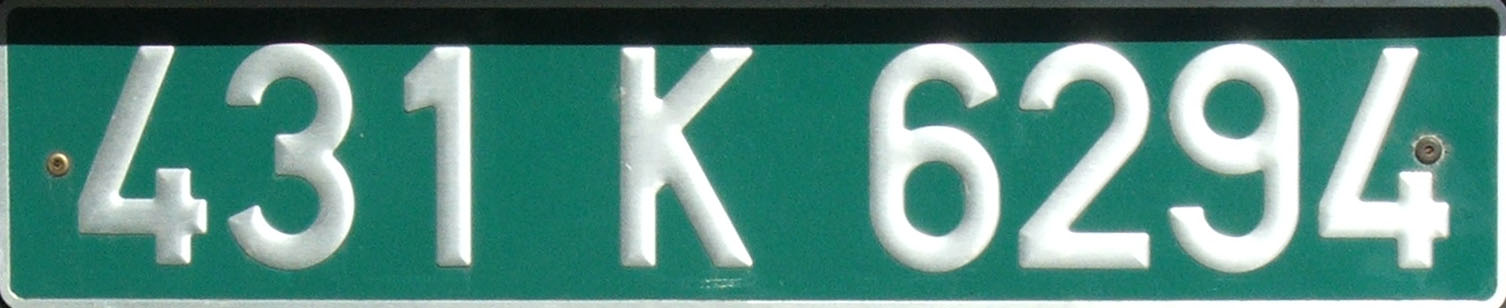
Targa di una vettura del personale tecnico o amministrativo del CERN (431)

Il primo numero (le cui cifre variano da una a tre), quello cioè a sinistra delle sigle diplomatiche, identifica il Paese della rappresentanza o l'organizzazione internazionale alla quale è intestato il veicolo. L'appartenenza a specifiche organizzazioni internazionali è indicata da una delle seguenti lettere supplementari, che precedono il primo numero:
- E per i veicoli di membri dell'OCSE,
- S per le vetture di membri del Consiglio d'Europa,
- U per i veicoli di membri dell'UNESCO,
- N per gli automezzi della NATO, fino al 1966 (anno in cui la Francia lasciò il comando e il quartier generale della NATO fu trasferito a Bruxelles).

I codici diplomatici in uso sono i seguenti:
- C (argento o bianco su verde diaspro) - Corpo consolare,
- CD (arancione su verde diaspro) - Corpo diplomatico,
- CMD (arancione su verde diaspro) - Capo di una missione diplomatica,
- K (argento o bianco su verde diaspro) - Personale tecnico o amministrativo non diplomatico.

### Polizia e Gendarmeria

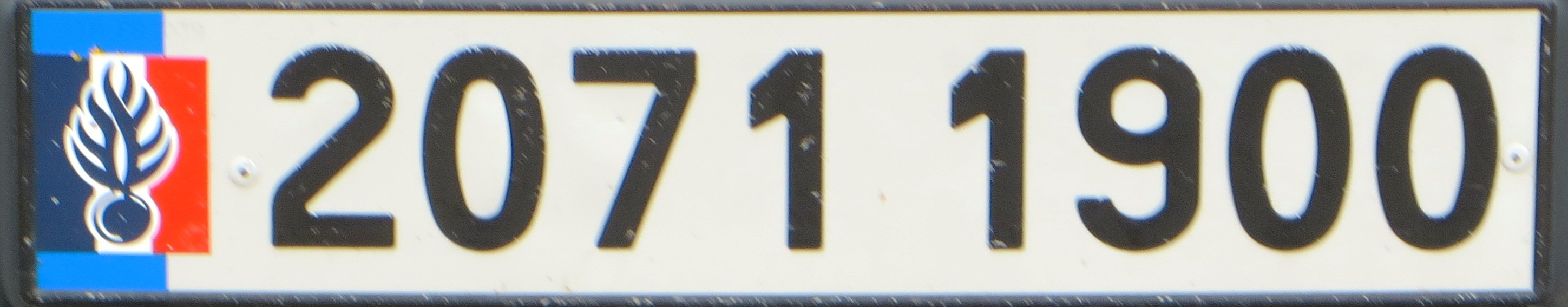
Targa anteriore (del tipo cessato nel dicembre 2013) di un veicolo della Gendarmeria nazionale

Dal 9 dicembre 2013 non vengono più utilizzate targhe speciali per i veicoli della Polizia nazionale e di frontiera. 
Sulla destra delle targhe d'immatricolazione delle vetture in dotazione alla Gendarmeria nazionale è posizionata, anziché il numero del dipartimento e il logo della regione, la bandiera francese con al centro lo stemma del Corpo. Quest'ultimo nel formato pre-2013 si trovava a sinistra e copriva parzialmente la banda blu.

#### Formato cessato per i veicoli della Polizia

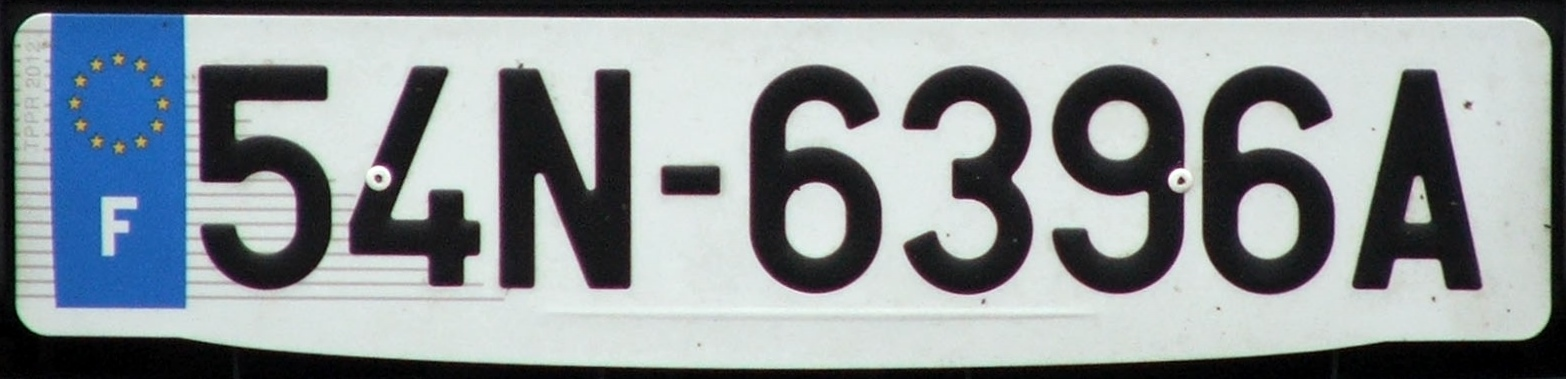
Formato con banda blu emesso dal 2004 al 9 dicembre 2013 per i veicoli della Polizia

Le targhe delle vetture della Polizia nazionale e di frontiera fino al 9 dicembre 2013 erano composte da due cifre corrispondenti al numero del dipartimento dov'era stato immatricolato il veicolo, una lettera indicante lo spazio dov'era autorizzato a circolare il veicolo (D = dipartimento, R = regione, N = territorio nazionale, E = spazio europeo), un trattino, quattro cifre (da 1001 a 9999), una lettera progressiva da "A" a "Z".

### Forze armate

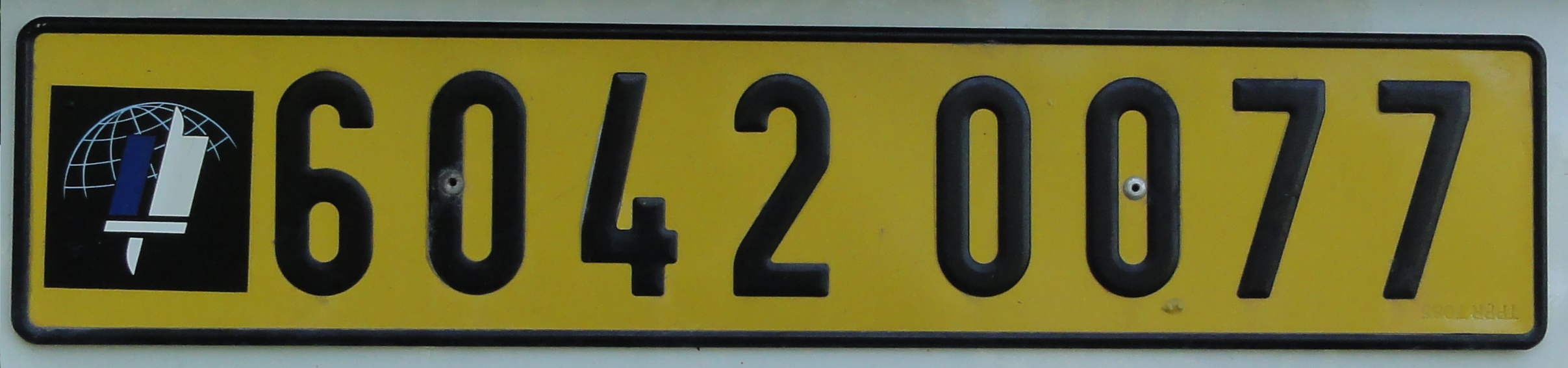
Targa posteriore di un automezzo dell'Esercito di Terra ("6" iniziale) immatricolato nel 2004 ("04" dopo il "6")

Le targhe degli automezzi in dotazione alle Forze armate sono composte dai seguenti elementi: il logo del corpo a sinistra, una delle seguenti cifre che lo identifica: 2 = Gendarmeria, 3 = servizio parigino dell'amministrazione centrale (dal 2014), 4 = gestione congiunta delle reti di infrastrutture e sistemi di informazione (dal 2014), 6 = Esercito di Terra, 7 = Esercito dell'Aria, 8 = Marina nazionale, 9 = servizi generali. Tale cifra precede altre due cifre indicanti l'anno di immatricolazione del veicolo (per esempio 01 sta per 2001), un'ulteriore cifra che distingue il tipo di veicolo (per esempio 1 è riservato alle automobili e agli autocarri, 3 ai camion), un numero sequenziale da 0001 a 9999, che ogni anno viene azzerato per ripartire da 0001.

### Unità militari speciali
| Immagine / serie alfanumerica | Corpo |
| ----------------------------- | --- |
|                               | Personale militare francese di stanza in Germania. Le targhe di colore azzurro a partire da dicembre 2016 sono state sostituite da un nuovo formato bianco. Iniziano tutte con le lettere RF, iniziali di République Française, seguite da una combinazione alfanumerica (composta da due lettere, uno spazio e un numero variabile di 2-4 cifre) che può essere scelta dal proprietario.                                             |
|                               | Personale militare francese di stanza in Germania. Formato con caratteri bianco-argento o grigio argento su fondo azzurro emesso fino a dicembre 2016. La seconda cifra del primo numero indicava la città sede del distaccamento: 1 = Baden-Baden; 2 = Friburgo in Brisgovia; 3 = Landau in der Pfalz; 4 = Treviri-Costanza fino al 1977, poi Saarburg-Beurig; 5 = Villingen-Schwenningen; 6 = Tubinga fino al 1977, poi Reutlingen. |
|                               | Personale militare tedesco di stanza in Francia. Caratteri bianchi o grigio argento su fondo nero. La prima cifra dopo le lettere fisse DF identifica l'area d'immatricolazione del distaccamento: da 0 a 3 Parigi, 4 dipartimento del Varo, da 6 a 9 Strasburgo; le tre cifre restanti avanzano in progressione da 000 a 999. |

## Sistema pre-SIV

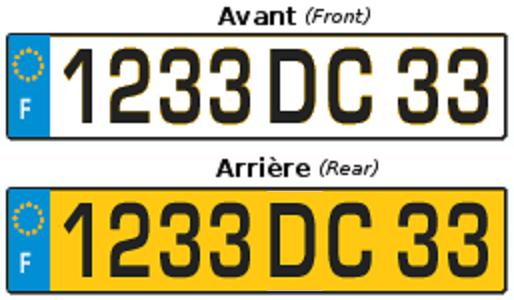
Targa anteriore (in alto) e posteriore (in basso) con design utilizzato dal 1º luglio 2004 al 14 aprile 2009

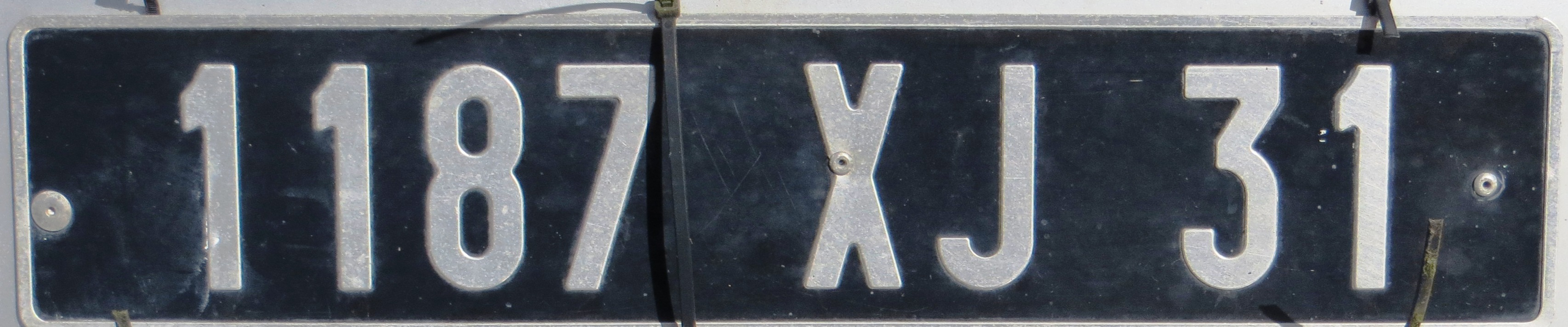
Grafica e colori in uso dal 1º aprile 1950 al 1º gennaio 1993

Dal 1º aprile 1950 al 14 ottobre 2009 le targhe seguivano questo sistema di numerazione: vi erano due, tre o quattro cifre, due o tre lettere sequenziali e le ultime due cifre (tre nei dipartimenti d'oltremare) identificative del dipartimento di provenienza; l'ordine veniva incrementato prima nelle cifre, poi nelle due lettere (a "1234 XF 74" seguiva "1235 XF 74"). Negli anni sessanta la numerazione fu leggermente modificata, facendo diventare 11 e non più 1 il primo numero del blocco NNNN (quindi alla targa 9999 RA 06 seguiva la targa 11 RB 06). 
Dal 1º gennaio 1993 le targhe anteriori erano bianche con caratteri neri e quelle posteriori gialle, sempre con caratteri neri. A partire dal 2007, tuttavia, si potevano richiedere anche targhe posteriori con caratteri neri su fondo bianco. Dal 1º aprile 1950 a tutto il 1992 le targhe anteriori e posteriori di ogni veicolo erano nere con caratteri argento. 
Non era prevista la possibilità di avere targhe personalizzate. 
Il formato standard su un'unica linea per autoveicoli misurava 520 × 110 mm, quello su due righe 275 × 200 mm, mentre le dimensioni delle targhe dei motocicli erano 275 × 75 mm o 210 × 130 mm. 
Dal 1º luglio 2004, a sinistra, era divenuta obbligatoria la banda blu dell'Unione europea con le 12 stelle e la sigla internazionale della Francia F su tutti i veicoli immatricolati dopo il 1993, ai quali veniva ristampata la targa in occasione di un passaggio di proprietà o di reimmatricolazioni. 
Al passaggio di proprietà, la targa veniva di norma mantenuta solo se il nuovo proprietario risiedeva nello stesso dipartimento di prima immatricolazione e non era un rivenditore che richiedeva l'immatricolazione temporanea a suo nome.

### Macchine agricole

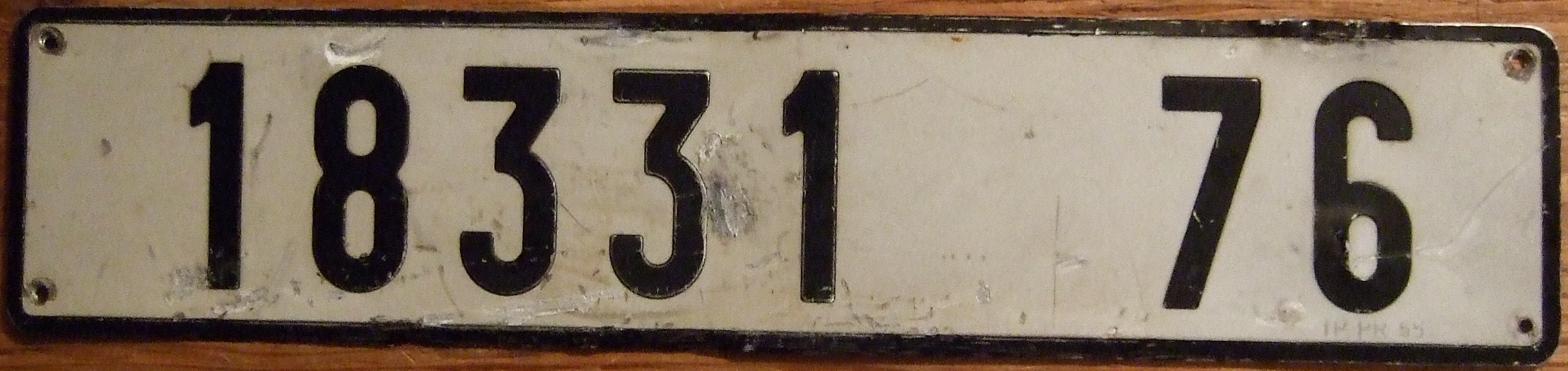
Targa di una macchina agricola del dipartimento Senna Marittima (76) immatricolata prima dell'introduzione del SIV

Le macchine agricole venivano immatricolate con targhe gialle o bianche, a volte scritte o stampigliate a mano, composte da due numeri di colore nero: il primo (di un massimo di cinque cifre) identificava la fattoria; era seguito da uno spazio e dalle due cifre indicanti il dipartimento, che occupavano la riga inferiore nelle targhe con formato su due linee. Più veicoli appartenenti alla medesima fattoria erano registrati con la stessa numerazione.
Dal 15 aprile 2009 queste targhe non sono più obbligatorie; le poche immatricolate rientrano nel SIV e hanno i caratteri neri (sempre in rilievo) su fondo bianco.

### Presidente della Repubblica
Il Presidente della Repubblica generalmente utilizzava vetture la cui targa d'immatricolazione terminava con PR 75; il numero identifica tuttora il dipartimento della capitale. 

### Targhe prova per veicoli importati

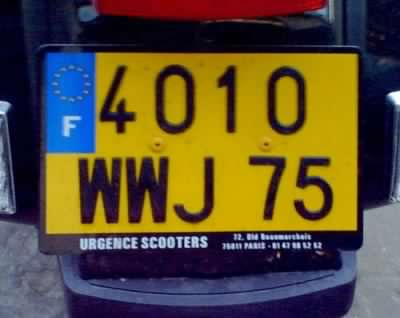
Un esempio della serie "WW" con banda blu UE in uno scooter di Parigi (75)

Ai veicoli importati e destinati alla reimmatricolazione, in quanto sprovvisti del certificato di conformità europea, era assegnata una targa temporanea per periodi brevi da utilizzare durante i collaudi su strada. Nel vecchio sistema di registrazione (fino al 14 ottobre 2009) la combinazione era composta da:
- un numero variabile di cifre da una a quattro (da 1 a 9999), che possono essere eccezionalmente cinque qualora mancasse il numero del dipartimento;
- le lettere fisse WW (presenti anche nel sistema attualmente in uso);
- una lettera seriale (raramente due) assegnata dalla prefettura o sottoprefettura;
- il numero identificativo del dipartimento, non sempre presente.

### "Targhe garage" per riparazione o consegna di veicoli
Le cosiddette "targhe garage", vendute in lotti da dieci, venivano emesse per accelerare le consegne e le riparazioni di veicoli da parte dei garagisti. Nel vecchio sistema la combinazione era costituita da:
- un numero variabile di cifre da una a quattro (da 1 a 9999);
- la lettera fissa W (presente anche nel sistema attualmente in uso);
- due o tre cifre identificative del dipartimento.

### Veicoli esentasse

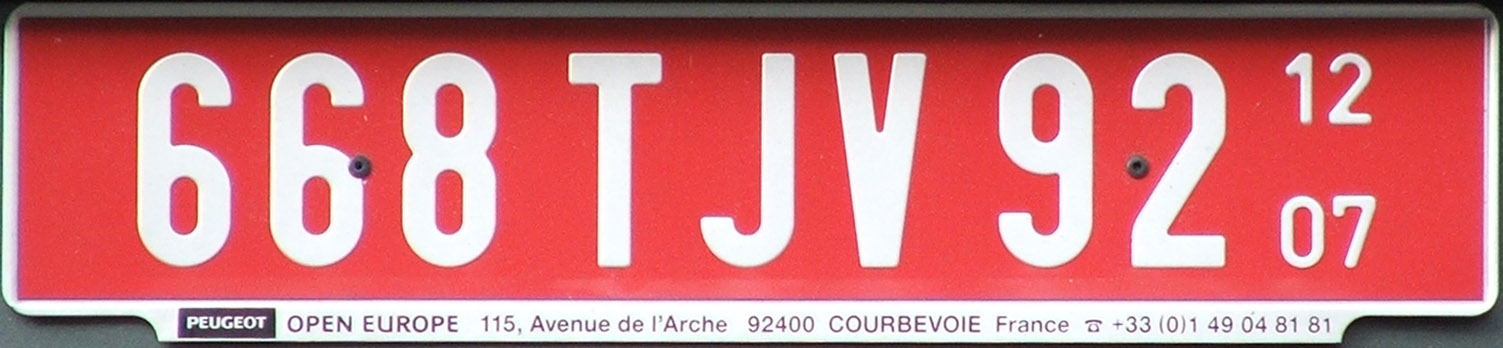
Targa pre-SIV di un veicolo Peugeot esentasse acquistato in un Paese dell'UE (12 = dicembre, 07 = 2007)

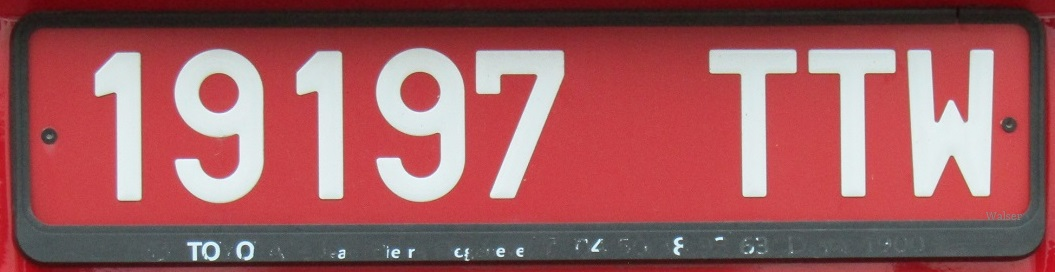
Targa pre-SIV di un veicolo acquistato fuori dall'UE e immatricolato nella zona franca dell'arrondissement di Gex (identificato dalla terza lettera "W")

Fino al 14 aprile 2009 erano assegnate delle targhe speciali per i turisti stranieri che arrivavano in Francia o francesi che vivevano nelle zone franche dell'Alta Savoia e nell'arrondissement di Gex. I loro veicoli acquistati o noleggiati sul territorio francese non pagavano la TVA (taxe sur la valeur ajoutée), corrispondente all'IVA italiana. Si contraddistinguevano, come nel formato attuale, per i caratteri argento su fondo rosso. 
Per i veicoli acquistati nell'Unione europea la serie era composta da:
- un numero progressivo formato da 1-3 cifre (da 1 a 999);
- tre lettere, da TAA a TZZ, la prima delle quali era sempre una T;
- due o tre cifre per il numero del dipartimento (il n. 20 è sostituito da 2A e 2B);
- una data, scritta a caratteri ridotti, che consisteva in due cifre corrispondenti al mese (es.: 01 = gennaio) allineate in verticale sopra le ultime due cifre dell'anno di scadenza della validità.

Le tre lettere erano assegnate alle case costruttrici in base al seguente schema:
| Blocco             | Casa costruttrice | Dipartimento/i associato/i |
| ------------------ | ----------------- | -------------------------- |
| TAA–TCZ            | Altre marche      | Tutti                      |
| TDA–TKZ            | Peugeot           | Hauts-de-Seine (92)        |
| TLA–TSZ            | Renault           | Hauts-de-Seine (92)        |
| TMA (fino al 2006) | Daimler-Chrysler  | Yvelines (78)              |
| TVA–TZZ            | Citroën           | Parigi (75)                |

La serie dei veicoli acquistati fuori dall'UE e immatricolati nelle zone franche sopra specificate era invece composta da:
- un numero progressivo di cinque cifre (da 10000 a 99999);
- uno spazio;
- le lettere TT, iniziali di transit temporaire, cioè "transito temporaneo";
- una terza lettera indicante la zona franca (Q = dipartimento dell'Alta Savoia e W = arrondissement di Gex nel dipartimento dell'Ain).

Non era riportata alcuna data di scadenza, perché queste targhe restavano valide fino a quando il proprietario del veicolo viveva nella zona franca.

### Autobus parigini

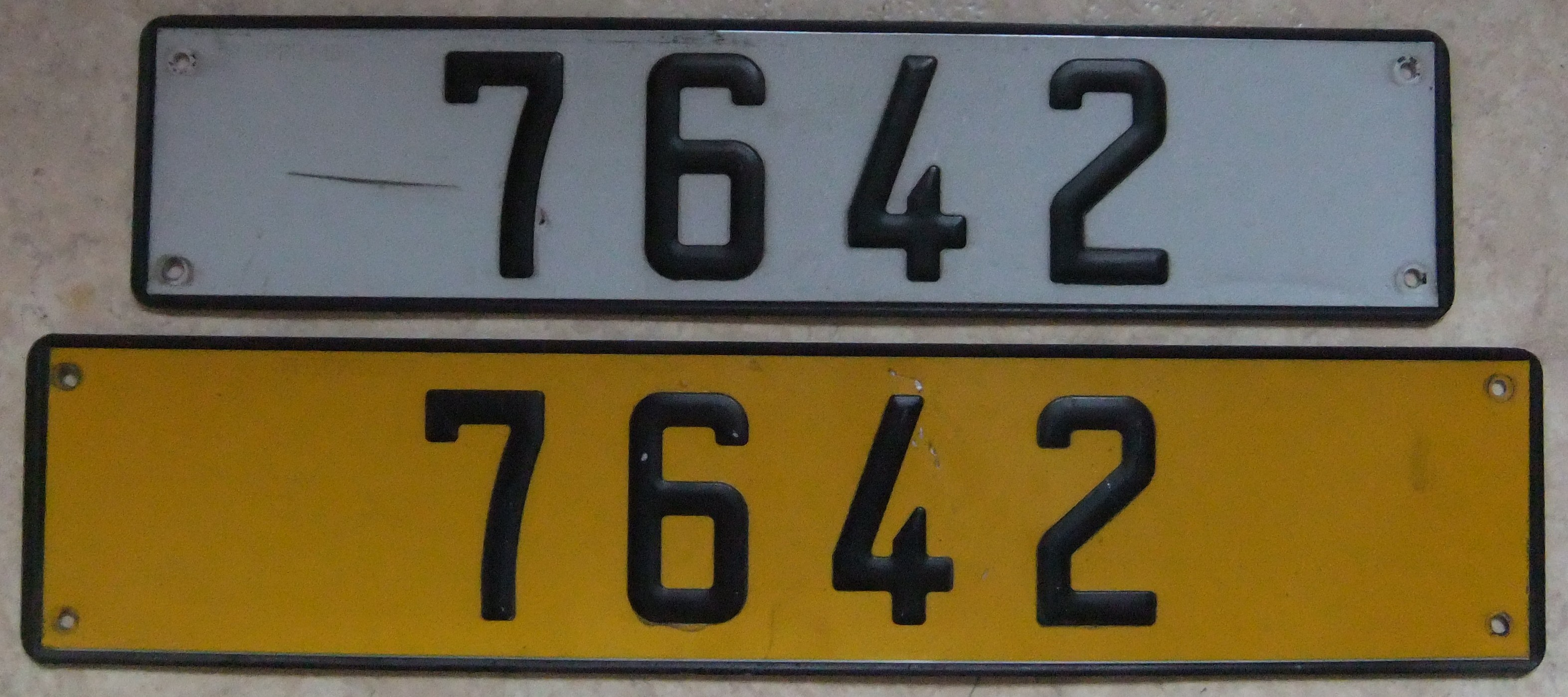
Targa anteriore e posteriore di un autobus della RATP

Gli autobus parigini della RATP avevano targhe composte unicamente da un numero di quattro cifre, corrispondente al loro numero di matricola. 
Dal 2003 i nuovi autobus sono stati immatricolati seguendo il sistema di numerazione allora in uso, per uniformarsi alle norme europee. Dal 15 aprile 2009 le targhe di questi automezzi sono conformi al sistema nazionale di identificazione dei veicoli (SIV).

## Dipartimenti, regioni, collettività e territori d'oltremare

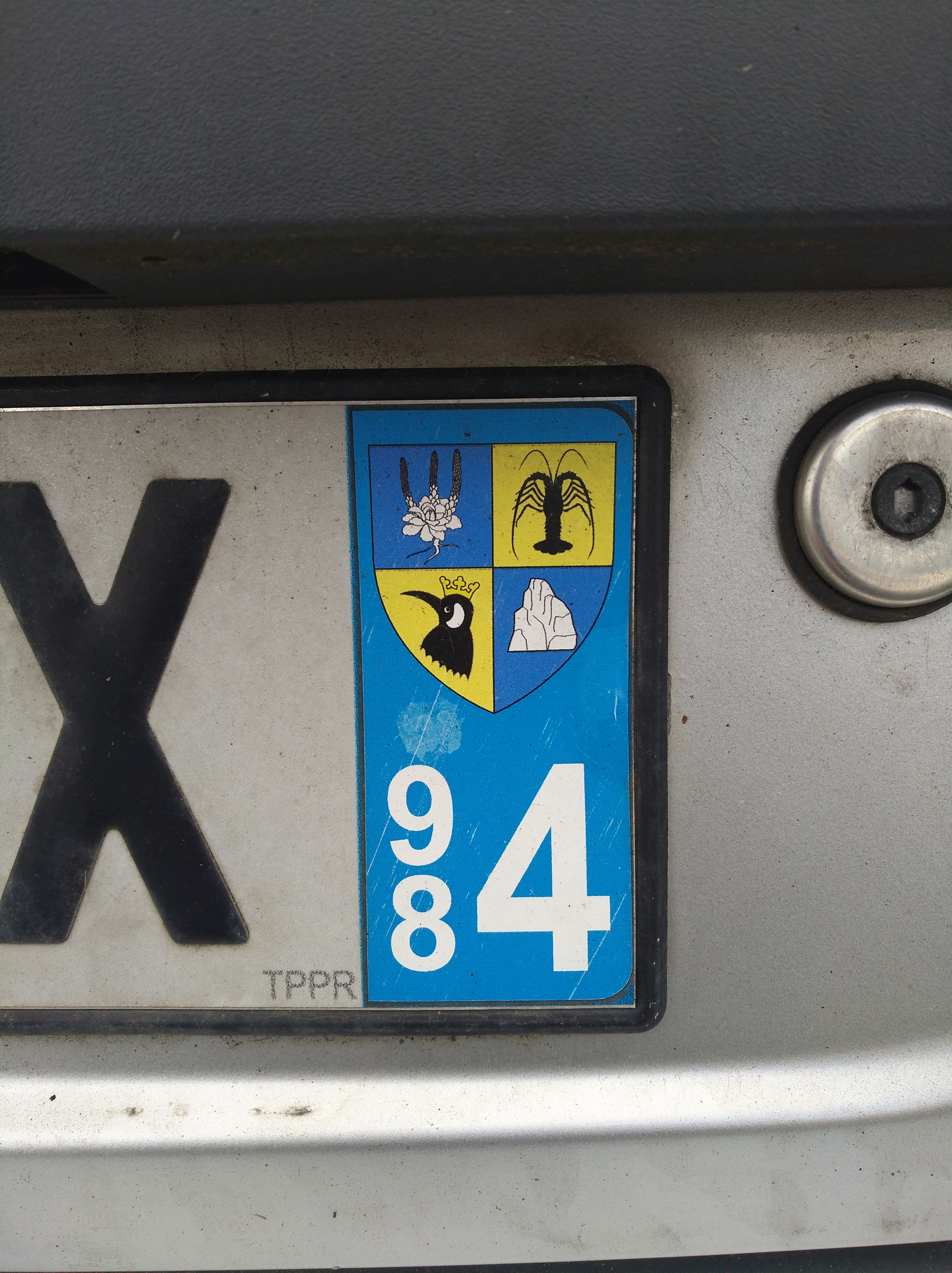
Banda blu con il codice delle TAAF (984) incollata su una targa con sistema SIV

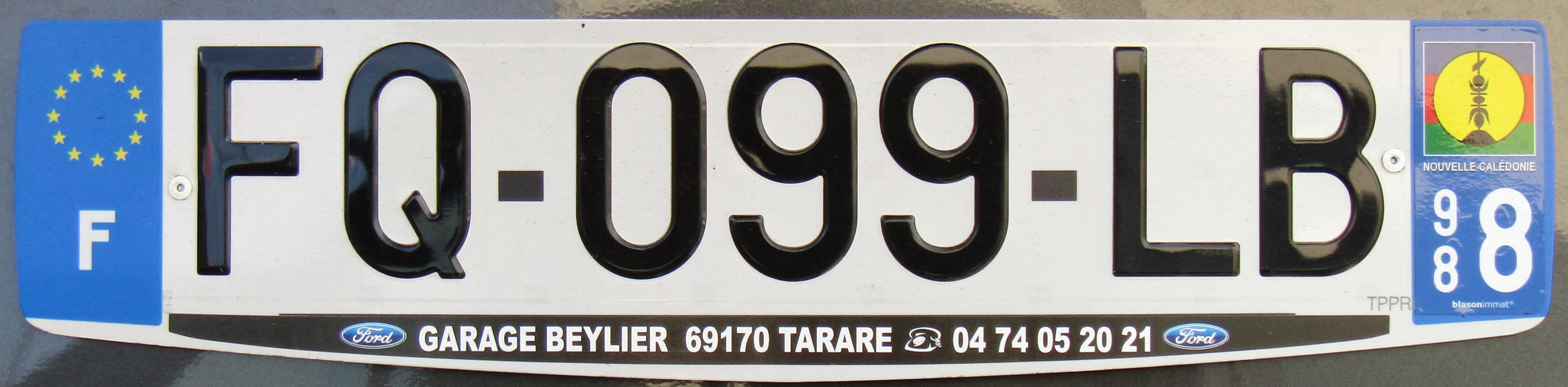
Targa in formato SIV della Francia continentale con banda blu della Nuova Caledonia (988)

Nei dipartimenti d'oltremare di Guadalupa, Martinica, Guyana francese e La Riunione nonché nella regione d'oltremare di Mayotte, i veicoli sono immatricolati assieme a quelli della Francia Metropolitana nel sistema SIV, pertanto nella banda blu a destra sono indicati i codici numerici dei dipartimenti, che sono rispettivamente 971, 972, 973, 974 e 976, sotto il logo che riporta il nome dell'area di immatricolazione. 
La banda blu a sinistra è posizionata dal 2004, quella a destra dal 15 aprile 2009, in quanto queste regioni hanno lo stesso status dei dipartimenti continentali.
I veicoli immatricolati nell'arcipelago di Mayotte prima del 1990 avevano targhe composte da un numero di due o tre cifre, due lettere (una sola fino al 1986) e la sigla MTE.
Nelle collettività e nell'unico territorio d'oltremare vengono invece utilizzati sistemi diversi, anche se in Francia metropolitana si possono trovare targhe SIV con i numeri (975 e da 984 a 989) e i loghi di questi possedimenti nella banda blu a destra, poiché il proprietario o possessore del veicolo può scegliere il codice da applicare sulla striscia indipendentemente dalla residenza in una determinata regione o dipartimento.

### Saint-Pierre e Miquelon

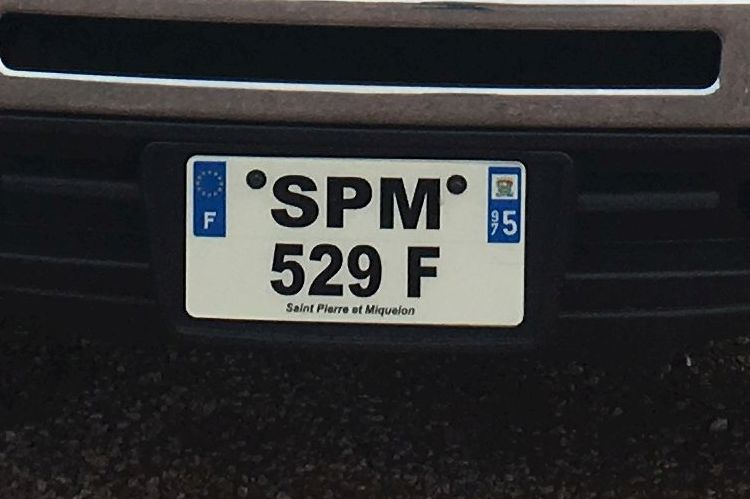
Targa (del tipo con due bande blu) di un'autovettura immatricolata a Saint-Pierre e Miquelon

Le targhe di Saint-Pierre e Miquelon dal 2000 sono composte dalle lettere SPM seguite da un massimo di tre cifre e da un'ulteriore lettera seriale iniziando da SPM 1 A; fino a tutto il 1999 la serie andava da 1 SPM a 9999 SPM, con targa anteriore bianca e posteriore gialla. A sinistra si trova la banda blu con la sigla internazionale "F" della Francia, sul margine inferiore la scritta Saint Pierre et Miquelon in corsivo e di dimensioni ridotte. 
Sebbene il SIV non sia stato adottato, è possibile vedere targhe (in tal caso sono bianche anche quelle posteriori) con il logo dell'ex dipartimento all'interno di una banda blu a destra sopra il numero 975, con le cifre 9 e 7 spesso allineate in verticale. 
Le vetture ufficiali delle autorità nazionali (ossia della Polizia) hanno la sequenza 975N1234L, mentre le auto ufficiali in dotazione alle autorità dipartimentali si contraddistinguono per la serie 975D 1234L, dove L = lettera variabile.

### Saint-Barthélemy

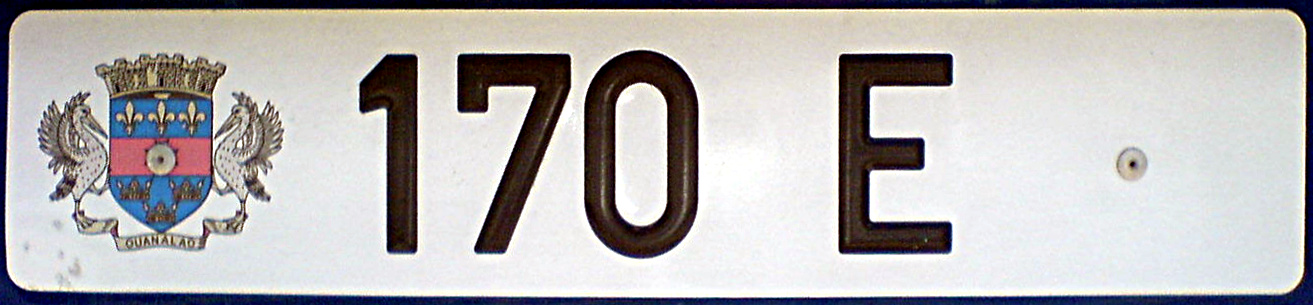
Targa di un autoveicolo di Saint-Barthélemy con serie alfanumerica in uso da marzo 2008 al 2022

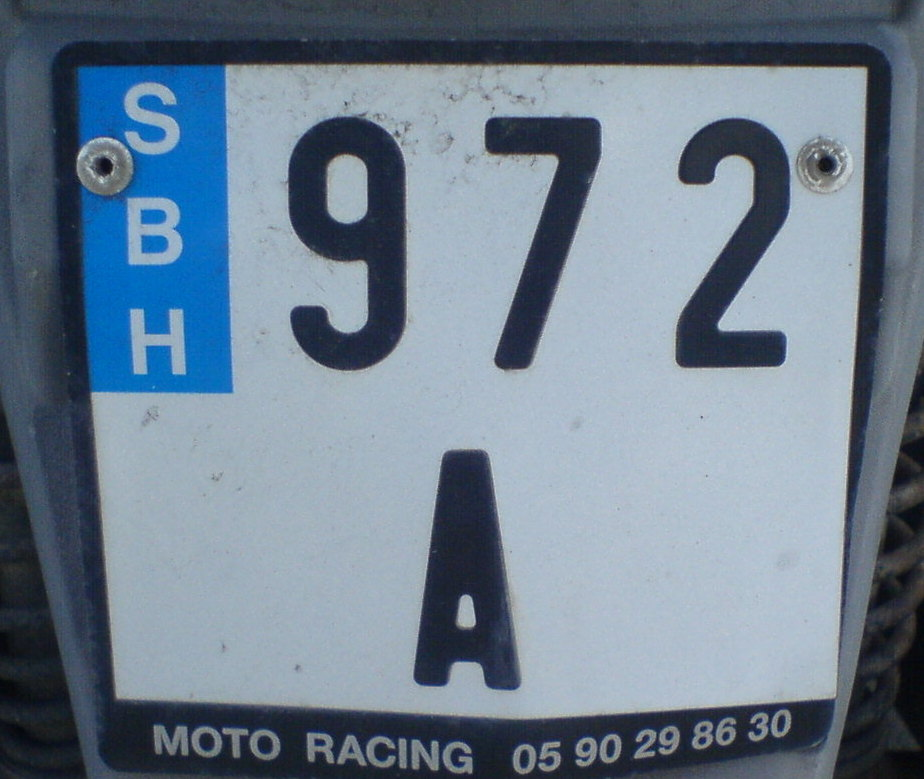
Targa di uno scooter con banda blu SBH e serie cessata nel 2022

La sequenza delle targhe di Saint-Barthélemy è composta da un numero di 1-3 cifre, uno spazio e dal 2022 due lettere sequenziali a partire da AA (da marzo 2008 al 2022 la lettera era una sola); a sinistra si può trovare lo stemma della collettività oppure, come nelle targhe precedenti, una banda blu, su cui al posto della "F" sono impresse le lettere SBH sormontate dalla carta geografica ridotta dell'isola. Nei motocicli all'interno della banda blu manca la carta geografica e le lettere SBH sono scritte in verticale. 
Le targhe emesse da maggio 1995 a fine febbraio del 2008 avevano, a destra della banda blu, un numero di tre cifre e le lettere ZY seguite da un'altra lettera (aggiunta una volta terminate tutte le combinazioni numeriche) e dal numero dipartimentale di Guadalupa, cioè 971. Fino al 30 aprile 1995 la sigla era SB, dal 1978 anteposta e fino al 1978 posposta al codice numerico "971".

### Saint-Martin

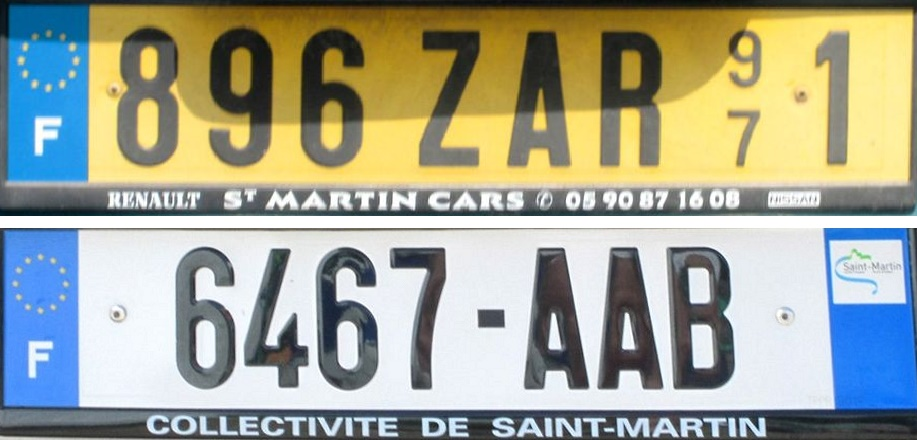
Due targhe di Saint-Martin: quella in basso è del formato attualmente in uso, quella in alto è precedente al giugno 2010

A Saint-Martin dall'8 giugno 2010 il sistema di immatricolazione è del tipo 1234-LLL, caratteri preceduti dalla banda blu con la "F". Nella banda blu a destra non è impresso nessun numero, ma soltanto il logo con la dicitura "Saint-Martin" nel rettangolo bianco in alto. Le tre lettere nei veicoli privati rappresentano una serie progressiva partita da AAA, per gli autobus e i taxi sono sempre BUS e TXI rispettivamente, mentre per le targhe delle autorità sono COM (Collectivité d'Outre-Mer). Al prefetto della collettività sono riservate targhe con il numero 0978 (978 è il nuovo codice numerico della collettività che ha sostituito il 971 identificativo di Guadalupa) anteposto alle lettere fisse PRF. 
Dall'8 giugno 2010 i ciclomotori e le motoleggere (<125 cc) hanno targhe di dimensioni 140 × 120 mm con fondo bianco riflettente e banda blu in alto a sinistra; la serie è formata da due lettere progressive a partire da AA sormontate da due o tre cifre.
Fino al 1987 le lettere identificative erano SM, dal 1979 seguite e fino al 1979 precedute dal numero "971". Dal 1987 incominciò la serie ZA, preceduta da un numero a tre cifre e seguita dal numero dipartimentale di Guadalupa, cioè 971; a volte era impressa la banda blu a sinistra con la "F". Una volta emessa la combinazione 9999 ZA 971, subentrò la serie ZZ che venne utilizzata dal 1993 al 1997, quando fu sostituita da ZAX partendo da 11 ZAA 971, fino ad arrivare a 500 ZBJ 971 il 25 marzo 2010.

### Nuova Caledonia (numero 988 nelSIV)

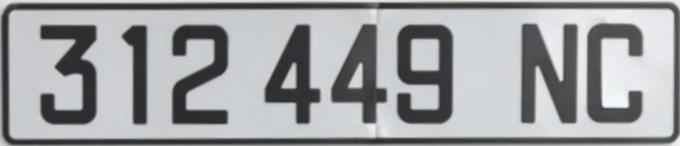
Formato standard dal 2019 per targhe posteriori e anteriori di veicoli immatricolati nella Nuova Caledonia

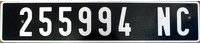
Formato nero con caratteri bianchi pre-2019

Le targhe della Nuova Caledonia dal 2019 sono bianche riflettenti con caratteri neri. In precedenza potevano essere nere con testo bianco oppure bianche (le anteriori) e gialle (le posteriori) con testo nero; quest'ultimo formato doveva essere cambiato entro il 2020. A sinistra talvolta è visibile una banda blu opzionale con la scritta nouvelle caledonie o con la sigla NC sovrastata da una carta geografica ridotta della dipendenza o con un kagu bianco stilizzato che sormonta una carta dell'arcipelago anch'essa bianca. La sequenza per gli autoveicoli è composta da un numero, attualmente arrivato a sei cifre, seguito dalle lettere fisse "NC" che possono anche essere allineate in verticale. I ciclomotori e le motoleggere recano targhe nere con testo argento; il numero (di un massimo di tre cifre) dal 1991 precede due lettere che avanzano progressivamente in ordine alfabetico. Gli stessi colori sono assegnati alle targhe dei veicoli esentasse, la cui serie è costituita da un massimo di tre cifre seguite dalla sigla AT e dall'anno di validità scritto per intero. Le macchine agricole hanno targhe su un'unica riga di colore nero e testo bianco consistente nella lettera A e, separato da uno spazio, un numero di non più di quattro cifre. Le autorità locali si contraddistinguono per le scritte nere su fondo azzurro.

### Polinesia Francese (numero 987 nelSIV)

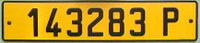
Targa posteriore di un veicolo della Polinesia Francese

Le targhe della Polinesia Francese sono nere con testo bianco o bianca (anteriore) e gialla (posteriore) con testo nero. A sinistra, opzionalmente, si può trovare una banda blu con la bandiera o lo stemma della collettività in alto e la lettera F bianca circondata dalle dodici stelle dell'UE in basso, oppure una banda verticale rosso-bianco-rossa (che rappresenta una versione ristretta della bandiera) con la sigla "PF" a caratteri bianchi sormontata dallo stemma. La combinazione è formata da un numero di cifre variabile da una a sei seguito dalla lettera fissa P nei veicoli privati, mentre quelli di autorità locali e di proprietà dello Stato sono contraddistinti rispettivamente da una D o da una E. 
Sulle targhe dei taxi e delle autovetture a noleggio è impresso un cerchio rosso arancio tra la numerazione e la lettera P o a destra di quest'ultima.
I motoveicoli hanno una numerazione con un massimo di quattro cifre anteposta a una lettera (due da febbraio 2006) indicante la cilindrata: 
- F, G, H, J, K, T, V, X, ZA−ZY - Moto <100 cm³ (scooter e ciclomotori)
- M, N, R, S, YA−YZ - Moto ≥100 cm³

Sono in circolazione anche targhe turistiche, rosse con caratteri bianchi e lettere TT, e quelle per residenti all'estero, in tal caso sono verdi con caratteri neri e lettere IT. 

Le targhe dei Corpi consolari sono verdi con cifre e lettere CC di colore arancione. Le uniche emesse vengono assegnate al consolato della Cina, con serie da 226 CC 1 a 226 CC 3.

### Wallis e Futuna (numero 986 nelSIV)

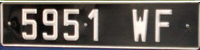
Targa di Wallis e Futuna in formato nero-bianco

Come in altre collettività, le targhe a Wallis e Futuna sono nere con caratteri bianchi o bianca (anteriore) e gialla (posteriore) con caratteri neri. Un numero di cifre variabile da una a quattro seguiva fino al 1977 e da allora precede le lettere WF. Alcune combinazioni sono riservate, come 1 WF (Amministratore capo), 2 WF (Segretario generale), 100 WF (Re di Wallis). Dal 2000 la serie per i ciclomotori consiste in una cifra, due lettere (partendo da AZ e continuando con BY, CX e così via) e la sigla WF separata da un trattino; da dicembre 1982 alla fine del 1999 era progressiva da 1A-WF a 99Z-WF. Agli importanti dignitari in visita all'isola sono riservate targhe verdi con un numero basso centrato e di colore bianco.

### Terre Australi e Antartiche Francesi (numero 984 nelSIV)

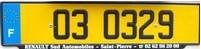
Targa posteriore delle TAAF emessa nel 2003

Nelle Terre Australi e Antartiche Francesi (TAAF) dal 1992 al 1996 la sigla KER, che stava per Kerguelen, arcipelago che costituisce uno dei cinque distretti del territorio, precedeva due lettere sequenziali e un numero generalmente di quattro cifre; l'ordine poteva anche essere invertito, con il codice dopo il numero e le lettere. 
Dal 1996 la combinazione è composta da due cifre indicanti l'anno di emissione (es.: 03 = 2003) seguite da uno spazio e altre quattro cifre che non avanzano in progressione e il cui significato non è noto. La targa anteriore è bianca, quella posteriore gialla come nel formato pre-SIV; a sinistra si trova la banda blu con le dodici stelle e la sigla internazionale "F".